# Alberto Benito Correa
Alberto Benito Correa (Tarragona, 13 de junio de 1992) es un futbolista español que juega como defensa en el Reus F. C. Reddis de la Tercera Federación.

## Trayectoria
Se formó en la cantera del Club Gimnàstic de Tarragona y pasó a jugar en Segunda División B con el primer equipo en la campaña 2012-13, en la que llegó a disputar veintinueve partidos. Al término de la misma, abandonó la entidad tarraconense al entender que su contrato había finalizado —el club defendió que meses antes había firmado su renovación— y fichó por el Real Sporting de Gijón "B" en junio de 2013. Su caso acabó en los tribunales, que determinaron que el jugador debía indemnizar al Gimnàstic con 53 800 euros por romper su contrato unilateralmente.
Tras dos temporadas en el Sporting "B", en junio de 2015 se anunció su incorporación al C. F. Reus Deportiu, con el que consiguió un ascenso a Segunda División en la campaña 2015-16. El 13 de junio de 2017 fichó por el Real Zaragoza y dos años después firmó un contrato con el Albacete Balompié. En el equipo manchego también estuvo dos temporadas y en julio de 2021 se comprometió por una con el R. C. Deportivo de La Coruña.
El 6 de enero de 2022 firmó por la Cultural y Deportiva Leonesa para lo que quedaba de temporada. Tras la misma volvió a Cataluña y jugó en el C. E. Altafulla antes de unirse al Reus F. C. Reddis en junio de 2023.

## Clubes
| Club                         | País   | Año       |
| ---------------------------- | ------ | --------- |
| C. F. Pobla de Mafumet       | España | 2011-2012 |
| Club Gimnàstic de Tarragona  | España | 2012-2013 |
| Real Sporting de Gijón "B"   | España | 2013-2015 |
| C. F. Reus Deportiu          | España | 2015-2017 |
| Real Zaragoza                | España | 2017-2019 |
| Albacete Balompié            | España | 2019-2021 |
| R. C. Deportivo de La Coruña | España | 2021-2022 |
| Cultural y Deportiva Leonesa | España | 2022      |
| C. E. Altafulla              | España | 2023      |
| Reus F. C. Reddis            | España | 2023-     |